# Frue Kirkes Taarn set fra Petri Kirkes Taarn
Frue Kirkes Taarn set fra Petri Kirkes Taarn er en dansk dokumentarisk stumfilm fra 1913 med ukendt instruktør.

## Handling
Denne artikel mangler et handlingsreferat. Hjælp os med at skrive det.